# Sequenced Packet Exchange
Sequenced Packet Exchange (SPX) je protokol transportní vrstvy v sadě protokolů IPX/SPX.
SPX je spolehlivý spojovaný protokol, podobný protokolu TCP, na rozdíl od TCP se ale nejedná o proudový, nýbrž datagramový protokol.

## Struktura SPX paketu
Každý SPX paket začíná hlavičkou s následující strukturou:
| Oktetů | pole                                                               |
| ------ | ------------------------------------------------------------------ |
| 1      | Connection Control                                                 |
| 1      | Datastream Type                                                    |
| 2      | Source Connection Id                                               |
| 2      | Destination Connection Id (0xFFFF = neznámý)                       |
| 2      | Sequence Number                                                    |
| 2      | Acknowledgement Number                                             |
| 2      | Allocation Number (počet volných přijímacích vyrovnávacích pamětí) |
| 0-534  | Data                                                               |

Pole Connection Control obsahuje 4 jednobitové příznaky:
| Váha | Význam                                          |
| ---- | ----------------------------------------------- |
| 0x10 | Konec zprávy (End-of-message)                   |
| 0x20 | Výstraha (Attention)                            |
| 0x40 | Požadováno potvrzení (Acknowledgement Required) |
| 0x80 | Systémový paket (System packet)                 |

Datastream Type slouží k zavření SPX spojení. Pro tento účel se používají dvě hodnoty:
| Hodnota | Význam                  |
| ------- | ----------------------- |
| 0xFE    | Konec spojení           |
| 0xFF    | Potvrzení konce spojení |

Ostatní hodnoty 0x00-0xFD jsou dostupné pro použití klientem.